# Boettcheria marstoni
Boettcheria marstoni är en tvåvingeart som beskrevs av Carroll William Dodge 1966. Boettcheria marstoni ingår i släktet Boettcheria och familjen köttflugor. Inga underarter finns listade i Catalogue of Life.